# Arrondissement de Naumbourg

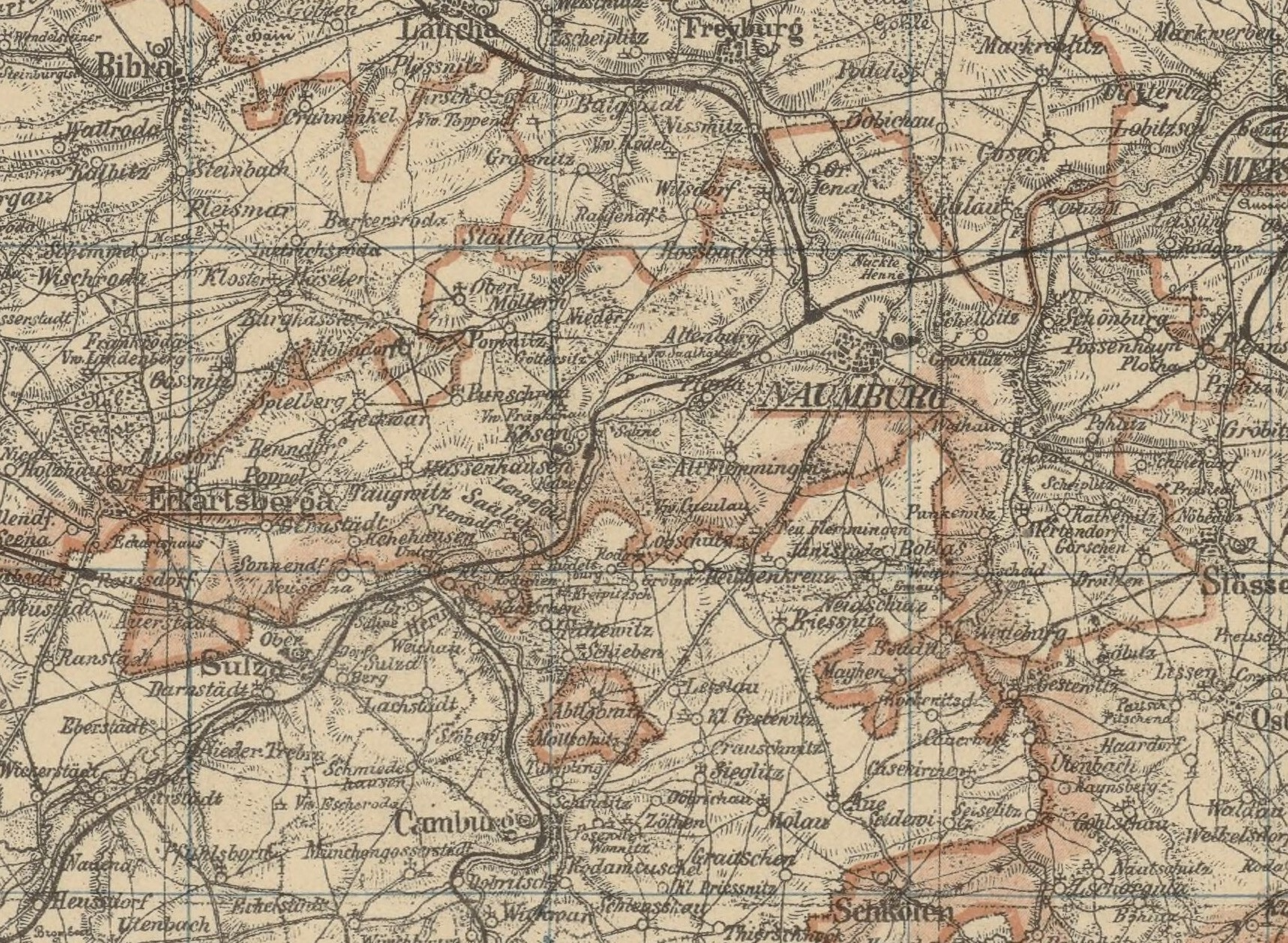
Arrondissement de Naumburg - Extrait de la carte spéciale du district administratif de Merseburg dessiné par I. v. Wensierski vers 1890

L'arrondissement de Naumbourg, est un arrondissement de la province prussienne de Saxe existant de 1816 à 1932. Le siège de l'arrondissement à Naumbourg. L'ancienne territoire de l'arrondissement se trouve maintenant dans l'arrondissement de Burgenland en Saxe-Anhalt.

## Histoire
Lorsque le district de Mersebourg dans la province prussienne de Saxe est divisé en arrondissements en 1816, l'arrondissement urbain de Naumbourg est formé pour la première fois, qui, en plus de la ville de Naumburg, comprend la partie de l'ancien bureau de Naumbourg (de) à proximité du ville, y compris les villages de Grochlitz et Schönburg, le village d'Altenburg de l'ancien bureau de Pforta (de) et le village de Wethau de l'ancien bureau de Weißenfels (de).
Dès le 1er janvier 1818, l'arrondissement urbain de Naumbourg est agrandi de nombreuses localités de l'arrondissement de Weißenfels, issues des anciens bureaux d'Eckartsberga (de), Naumbourg, Pforta et Tautenburg (de). Depuis lors, l'arrondissement n'est plus appelé qu'arrondissement de Naumbourg.
Le 28 mars 1878, les communes de Gieckau, Pohlitz, Rathewitz et Scheiplitz sont transférées de l'arrondissement de Weißenfels à l'arrondissement de Naumbourg.
En 1914, la ville de Naumbourg devient un arrondissement urbain. L'arrondissement de Naumbourg est dissous en 1932 et intégré à l'arrondissement voisin de Weißenfels.

## Administrateurs de l'arrondissement
- 1816–1841 Carl Peter Lepsius (de)
- 1841–1851 Georg von Wangelin (de)
- 1875–1877 Otto Tellemann (de)
- 1877–1890 Max Barth (de)
- 1890–1898 Friedrich von Feilitzsch (de)
- 1898–1905 Alexander von Dalwigk zu Lichtenfels (de)
- 1905–1922 Helmuth von Schele (de)
- 1922–1932 Karl Leopold Deines

## Évolution de la démographie
| Habitants ,                 | 1816  | 1843   | 1871   | 1890   | 1900   | 1910   |  | 1925   |
| --------------------------- | ----- | ------ | ------ | ------ | ------ | ------ |  | ------ |
| Arrondissement de Naumbourg | 9 725 | 22 033 | 26 708 | 33 214 | 37 349 | 41 724 |  | 15 749 |

## Villes et communes
Après le départ de la ville de Naumburg et l'abolition de tous les districts fonciers, l'arrondissement de Naumbourg comprend la ville de Bad Kösen et 41 autres communes :
| - Abtlöbnitz - Altenbourg-sur-la-Saale - Bad Kösen, ville - Benndorf - Droitzen - Flemmingen - Gernstedt - Gieckau - Görschen - Großjena - Hassenhausen | - Kleinheringen - Kleinjena - Kreipitzsch - Lengefeld - Lißdorf - Mertendorf - Mollschütz - Niedermöllern - Obermöllern - Plotha - Pohlitz | - Pomnitz - Poppel - Possenhain - Punkewitz - Punschrau - Rathewitz - Rehehausen - Rödigen - Roßbach-sur-la-Saale - Saaleck - Scheiplitz | - Schellsitz - Schönburg - Schulpforte - Spielberg - Taugwitz - Wethau - Wettaburg - Wetterscheidt - Zäckwar |

Les communes les plus peuplées en 1933 sont la ville de Bad Kösen avec 3 373 habitants et la commune d'Altenburg-sur-la-Saale avec 1 582 habitants.